# Isla Cuverville
La isla Cuverville también llamada isla de Cavelier de Cuverville es un oscura isla que está en el canal Errera entre la península Arctowski y la parte norte de la isla Rongé, en la costa occidental de la Tierra de Graham, en la Antártida. 
Fue descubierta por la Expedición Antártica Belga de 1897-1899, bajo la dirección de Adrien de Gerlache de Gomery, quien la llamó así en honor a J. M. A. Cavelier de Cuverville (1834-1912), un vicealmirante de la marina francesa.
En el verano la isla sirve de colonia para el pingüino papúa o pingüino juanito (Pygoscelis papua).

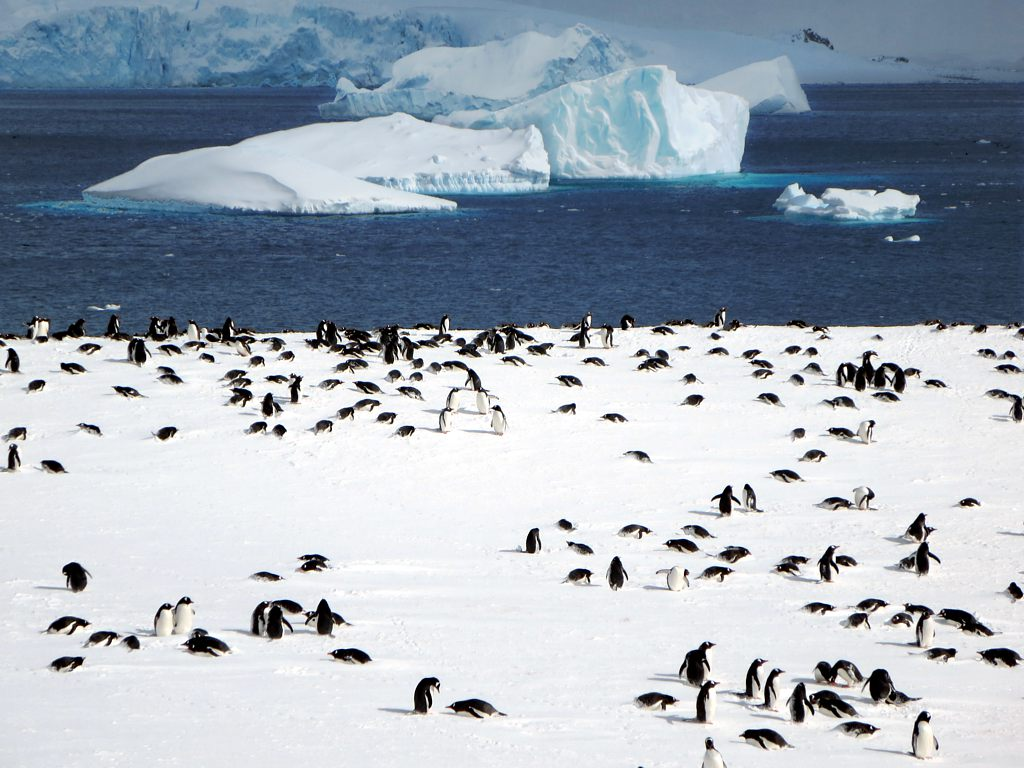
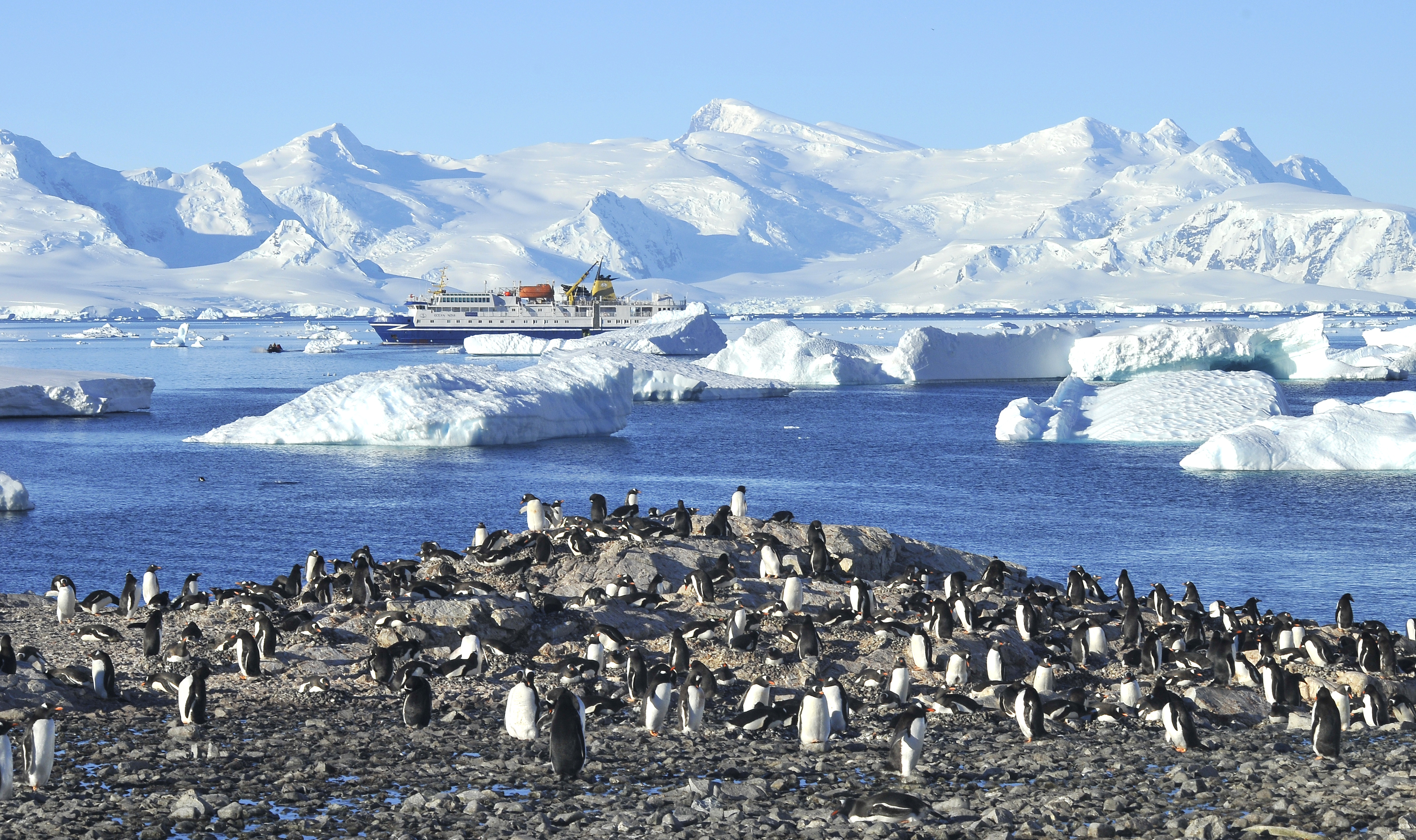
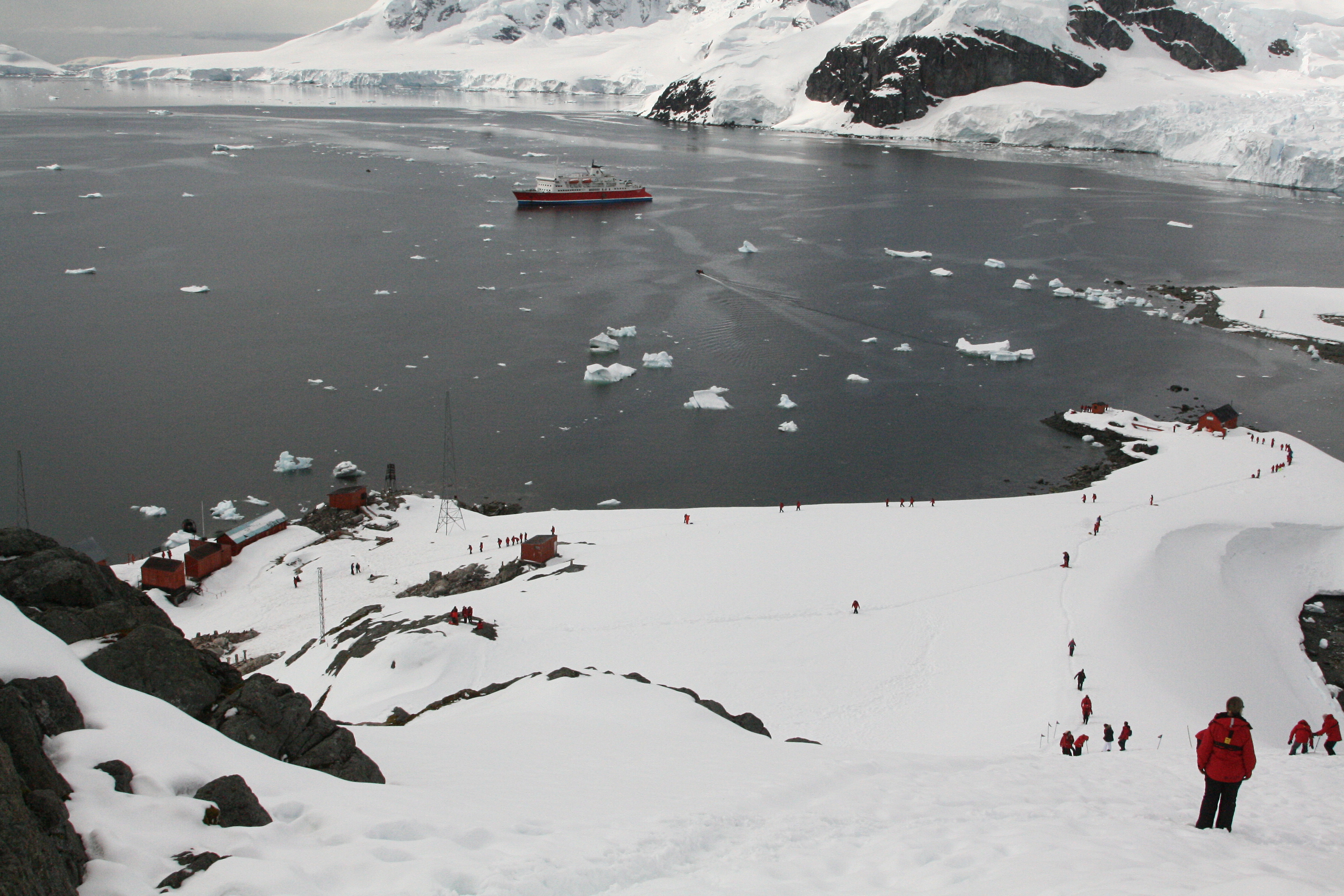
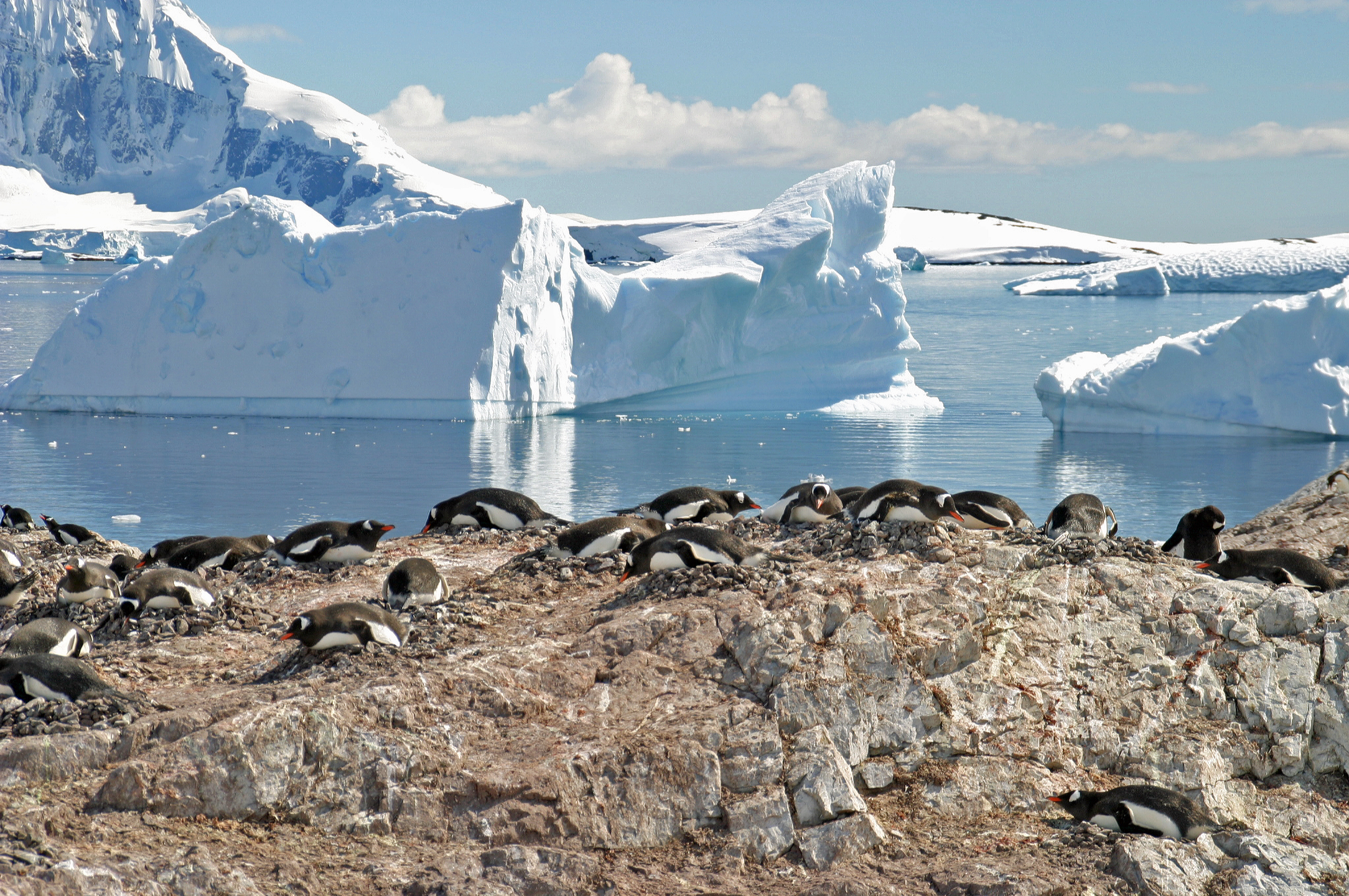

## Reclamaciones territoriales
Argentina incluye a la isla en el departamento Antártida Argentina dentro de la provincia de Tierra del Fuego, Antártida e Islas del Atlántico Sur; para Chile forma parte de la comuna Antártica de la provincia Antártica Chilena dentro de la Región de Magallanes y de la Antártica Chilena; y para el Reino Unido integra el Territorio Antártico Británico. Las tres reclamaciones están sujetas a las disposiciones del Tratado Antártico.
Nomenclatura de los países reclamantes: 
- Argentina y Chile: isla Cuverville
- Reino Unido: Cuverville Island